# Keith Ingham
Keith Ingham (* 5. Februar 1942 in London) ist ein britischer Jazz-Pianist und Bandleader des Oldtime Jazz. Bekannt wurde er durch seine Aktivitäten im englischen Swing- und Dixieland-Revival.

## Leben und Wirken
Keith Ingham hatte seine ersten professionellen Auftritte um 1964. Er spielte in dieser Zeit mit Sandy Brown, Bruce Turner und Wally Fawkes. 1974 arbeitete er mit Bob Wilber und Bud Freeman und zog 1978 nach New York City. In den 1980er Jahren spielte er mit Benny Goodman, der World’s Greatest Jazz Band und Susannah McCorkle. Als Sideman ist er auch bei Aufnahmen von Maxine Sullivan, Marty Grosz, Harry Allen und Eddie Condon zu hören. Für die Label Jump, Stomp Off und Sackville nahm er eine Reihe von Alben im Stil der 1930er Jahre auf. In einigen seiner Alben wie etwa Out of the Past dokumentiert Ingham die Geschichte des Jazzpianos von Richard M. Jones bis Barry Harris. Sein Album Donaldson Redux ist dem Tin-Pan-Alley-Komponisten Walter Donaldson, die Alben New York Nine, Vol.1 & 2 dem Ellington-Komponisten Billy Strayhorn gewidmet.

## Diskographische Hinweise
- Music of Victor Young (Jump, 1989)
- Out of the Past (Sackville, 1990)
- Donaldson Redux (Stomp Off, 1991)
- Music from the Mauve Decades (Sackville, 1992)
- The Intimacy of the Blues (Progressive, 1993)
- The Keith Ingham New York 9, vols. 1 and 2 (Jump, 1994)
- Going Hollywood (Stomp Off, 1996)
- A Mellow Bit of Rhythm (Sackville, 1998)
- We're in the Money (Sackville, 2000)
- Keith Ingham New York 9, vol. 3 (Jump, 2001)
- Great Songs from Great Britain (Jump, 2003)
- Music, Music Everywhere (Spotlite, 2004)